# Melanorosauridae
Die Melanorosauridae ist eine Gruppe von sauropodomorphen Dinosauriern, die erstmals 1929 von Friedrich von Huene vorgeschlagen wurde. Diese Gruppe umfasst nach einer Studie von Galton und Upchurch (2004) die Gattungen Melanorosaurus, Riojasaurus, Camelotia und Lessemsaurus. Nach dieser Klassifizierung wäre die Melanorosauridae während der Obertrias (Norium bis Rhaetium) über die Gebiete des heutigen Argentinien, England und Südafrika verbreitet gewesen. Die Gültigkeit der Gruppe ist umstritten, so sind die Verwandtschaftsbeziehungen der eingeschlossenen Gattungen wenig bekannt.

## Definition, Gattungen und Gültigkeit
Galton und Upchurch (2004) definieren die Melanorosauridae als alle Taxa, die näher mit Melanorosaurus als mit Anchisaurus verwandt sind. Galton und Upchurch schreiben der Gruppe die Gattungen Melanorosaurus, Riojasaurus, Lessemsaurus und Camelotia zu. Benton (1993) schrieb der Gruppe außerdem den aus dem Unterjura Chinas stammenden Lufengosaurus zu, was von späteren Studien jedoch nicht unterstützt wird.
Die Gültigkeit der Gruppe ist umstritten, so wird der Name Melanorosauridae von vielen Studien nicht verwendet. Sereno (2005) betrachtet die Gruppe als ungültig, so sei die Gruppe von kladistischen Analysen nicht gut unterstützt, und es sei keine adäquate Definition der Gruppe möglich. Galton und Upchurch 1990, 2004, sowie Barrett und Upchurch (2005) betrachten die Melanorosauridae jedoch als gültige, monophyletische Gruppe.

## Merkmale
Galton und Upchurch (2004) geben verschiedene gemeinsam abgeleitete Merkmale (Synapomorphien) an, anhand derer sich die Gruppe von anderen Gruppen abgrenzen soll. Diese Merkmale schließen einen ein Dorso-Sakralwirbel mit ein, der zusätzlich dem Kreuzbein angegliedert ist; einen stufenartigen, S-förmigen dorsalen Rand des Darmbeins (Ilium) sowie verschiedene Merkmale des Oberschenkelknochens (Femur) mit ein – so ist unter anderem der Femur-Schaft von hinten (cranio-caudal) betrachtet verbreitert und von der Seite betrachtet schmaler.

## Äußere Systematik
Galton und Upchurch (2004) fassen die Melanorosauridae sowie die Anchisauridae innerhalb einer neuen Gruppe zusammen, die sie Anchisauria nennen. Diese Gruppe soll näher mit den Sauropoden verwandt sein als die meisten anderen, traditionell als Prosauropoden bezeichneten Gattungen früher Sauropodomorpha wie Plateosaurus oder Massospondylus.